# Majláth József
Gróf székhelyi Majláth József (helyenként Mailáth) (Nagyszombat, 1737. – Nustár (Szerém vármegye), 1810. december 17.) államminiszter, kormányzó, főispán.

## Élete
A nemesi származású Majláth család sarja. Majláth József (1703-1757), septemvir és Lőrinczy Kata (1708-1791) fia volt. Fivére, székhelyi Mailáth György (1752-1821), királyi személynök és a királyi ítélőtábla elnöke volt. Majláth József, 1754-ben volt másodéves bölcselethallgató és a Szent Adalbert szeminárium konviktora. Tanulmányai végeztével Hont megyében kezdte hivatali pályáját, ahol jegyző, majd alispán és országgyűlési követ volt. 1767-ben kamarai tanácsosnak hívta föl Mária Terézia királynő Bécsbe. 1776-ban Fiume kormányzója, innét Szerém vármegye főispánja lett. 1783-ban II. József a magyar udvari kamara alelnökévé és 1784. október 25-én Borsod vármegye főispánjává nevezte ki, ezt a tisztséget 1785. március 15-ig, majd újból 1787. november 19. és 1809 decembere között viselte. 1785. május 9-én grófi címet kapott (amit az uralkodó 1794-ben és 1808-ban utódaira is kiterjesztett). Ezután királyi biztos, majd főispán Pest megyében; magyar királyi udvari alkancellár és Magyarország főkamarása lett. 1786-ban a bécsi udvari kamara alelnöke, 1794-ben császári és királyi udvari biztos és galíciai helyettes kormányzó; ahonnan azonban már 1795-ben a magyar királyi tárnokmesteri méltóságot nyerte el, a magyar királyi helytartótanácsnál és a hétszemélyes táblánál való működési körrel. 1797-ben Galícia királyi udvari kancellárjává nevezték ki; hogy jövőbeni működési terét megismerje, beutazta Galícia és Bukovina minden részét. 1801-ben I. Ferenc király hasonló minőségben Velencébe küldte és az ottani udvari kancellária elnökévé tette. 1802-ben államminiszter lett. 1806-ban hivatalkezdetének 50 éves jubileumára a Szent István-rend nagy keresztjét kapta. Még 1809-ig szolgált, amikor is erejét gyengülni érezte és nyugalomba vonult.

## Munkái
- Dissertationes physicae de corpore generatim, deque opposito eidem vacuo; de motu corporum; de causis motuum in corporibus. Tyrnaviae, 1754 (Dum dissertationes ex universa philosphia in universitate Tyrnaviensi publice propugnaret ... Ex praelectionibus Josephi Apponyi, Francisci Weiss, Adami Wittman, auditoribus oblatae)
- Inclyti Status & Ordines, Domini colendissimi, observandissimi. Flumine, 25. Oktobris 1780 (Beszéd)
- Levele, Ofen, 1789. jan. 2. (a Magyar Nemzeti Múzeumban) a hazánkban (1887. VII.) Borsod megye főispánjává történt felavatása alkalmával 1790-ben elmondott beszéde